# Demarco (músico)
Collin Demar Edwards (nascido em 23 de outubro de 1982), mais conhecido por seu nome artístico Demarco, é uma músico de dancehall e reggae da Jamaica.

## Carreira
Nascido em Portmore, St. Catherine Parish, Demarco adquiriu experiência inicial cantando na casa noturna Cactus aos 15 anos, e foi um DJ de reggae para o sistema de som Future Disco. Aos 16 anos, ele se mudou para os Estados Unidos, onde trabalhou para financiar seu interesse em produção musical e começou a criar faixas para artistas de hip hop e dancehall.
Ele é mais conhecido com por seus hits "Duppy Know Ah Who Fi Frighten", com Shoot Out Riddim; e "Fallen Soldiers". Ele gravou um remix do hit número um na Billboard de Rihanna "Rude Boy".
Demarco já fez turnês na África, incluindo países como Gana, Uganda, Quênia, Zimbábue, Tanzânia e Guiné.
Foi indicado para o prêmio Urban Music Award na categoria 'Melhor Artista de Reggae' em 2013 e em 2014.
Em dezembro de 2013, estava gravando seu primeiro disco solo. Em 2014, sua canção "Loyals" (um remix de "Royals", de Lorde, com a participação de Busy Signal) figurou na trilha sonora da versão aprimorada do jogo Grand Theft Auto V, para PlayStation 4, Xbox One e PC, mais precisamente na rádio The Blue Ark.

## Discografia

### Álbuns
- Untitled (CD promocional) (2008)

### Aparições de Riddim
| - 100 Degrees Riddim (2015) - The Good Book Riddim(2014) - Boxfood Riddim(2014) - Antidote Riddim(2013) - License Plate Riddim(2013) - TNS Riddim Pt.2 (2012) - Armagiddion Riddim (2011) - Dash Out Riddim (2011) - Bottle Party Riddim (2011) - Dutty Gamez Riddim (2011) - Star Bwoy Riddim (2010) - Exit 21 Riddim (2010) - Word A Prayer Riddim (2010) - Stagalag Riddim (2010) - Money Tree Riddim (2010) - The Heat Riddim (2010) - Stress Free Riddim (2009) - Troop Riddim (2009) - Clearance Riddim (2009) - Go Easy Riddim (2009) - Dragon Stout Riddim (2009) - Go Go Club Riddim(2009) - Airwolf Riddim (2009) - Movie Star (2009) - Cool Shade Riddim (2008) - Rock Steady Riddim (2008) - Clean Sweep Riddim (2008) - The Beast Riddim (2008) - Yaaz Riddim (2008) - Big League Riddim (2008) - Waga Waga Riddim (2008) - Outada (2008) - Shake Town Riddim (2008) | - Fallen Soldiers Riddim (2008) - My Life Riddim (2008) - Trenches Riddim (2008) - Warning Riddim (2008) - NYC Riddim (2008) - Big League Riddim (2008) - Heat Stroke Riddim (2008) - Bloody City Riddim (2008) - Suppa Charge Riddim (2008) - Trouble Mekka Riddim (2008) - Nylon Riddim (2008) - Silent River Riddim (2008) - Paradise Riddim (2008) - Beautiful Lady Riddim (2008) - Splash Out Riddim (2007) - Gang War Riddim (2007) - Jook A Gal Riddim (2007) - Tremor Riddim (2007) - Shoot Out Riddim (2007) - Eye Charm Riddim (2006) - Sidewalk University Riddim (2006) - MI6 Riddim (2006) - Top Speed Riddim (2004) - Butta Riddim (2003) - Brainless Riddim (2003) - Overproof Riddim (2011) - Bubble gum Riddim (2011) - Love Burg Riddim (2011) - Northern Lights Riddim (2012) - Ghost Rider Riddim - Promo CD (2007) |

### Singles
- 2015 - "Celebrate my life"
- 2014 - "Love de gyal dem good"
- 2014 - "Bun up Road"
- 2014 - "Flick"
- 2014 - "Allergic to Badmind friend"
- 2013 - "Lazy Body"
- 2013 - "Fuck Yuh wah fuck"
- 2013 - "Continue Whine"
- 2012 - "Broad Out"
- 2012 - "Wine"
- 2012 - "6:30"
- 2011 - "I Love My Life"
- 2010 - "Show It (So Sexy)" (featuring Craig of Voicemail)
- 2010 - "Never Gonna Let You Go" (featuring Thelma Aoyama)
- 2009 - "She Can't Wait"
- 2009 - "True Friend"
- 2009 - "Kings & Queens" (featuring Sizzla)
- 2008 - "Standing Soldier"
- 2008 - "Our World" (featuring Elephant Man)
- 2007 - "Fallen Soldiers"
- 2011 - "Hear My Cry"
- 2011 - "Rest it at mi foot"
- 2011 - "Wake Up di Scheme"
- ? - "Iron Bird"

### Participações
- 2010 - "Push It" (com Ce'Cile)
- 2010 - "Show It (So Sexy)" (com Craig of Voicemail)
- 2010 - "Show It (So Sexy) Remix" (com Sheek Louch, J.Reu, 2 Pistols, and Craig)
- 2010 - "Never Gonna Let You Go" (com Thelma Aoyama)
- 2009 - "3 Anthem" (com Delly Ranx)
- 2009 - "Hustler" (com Busta Rhymes)
- 2009 - "Paper Chasing" (com Konshens)
- 2009 - "Kings & Queens" (com Sizzla)
- 2009 - "Woman Problem" (com Mister G)
- 2009 - "Can I" (com Etana)
- 2008 - "Over & Over" (com Tarrus Riley)
- 2008 - "Our World" (com Elephant Man)
- 2008 - "Bad B(w)oy Street" (com Booba)
- 2008 - "Blessings and Multiply" (com Da'Ville)
- 2008 - "For You" (com Ishawna)
- 2008 - "Seen My Gun" (com Elephant Man)
- 2007 - "Nuh Joint Dat" (com Bugle)

## Filmografia
- 2008 - Manchester Fiesta 2008, Part 1
- 2008 - Champions in Action, Vol. 1
- 2008 - Teen Splash 2008, Vol.2
- 2016- King of Dancehall